# Ta Oy
Ta Oy (tiếng Lào: ເມືອງຕະໂອ້ຍ) hay Taoi, Tà Ôi là một huyện (muang, mường) thuộc tỉnh Saravane ở Nam Lào .